# Dolichopus kiritschenkoi
Dolichopus kiritschenkoi är en tvåvingeart som beskrevs av Stackelberg 1927. Dolichopus kiritschenkoi ingår i släktet Dolichopus och familjen styltflugor. Inga underarter finns listade i Catalogue of Life.